# Midas (Nevada)
Midas es un área no incorporada ubicada en el condado de Elko en el estado estadounidense de Nevada.

## Geografía
Midas se encuentra ubicado en las coordenadas 41°14′39″N 116°47′48″O / 41.24417, -116.79667.